# Albert van Hoogenbemt

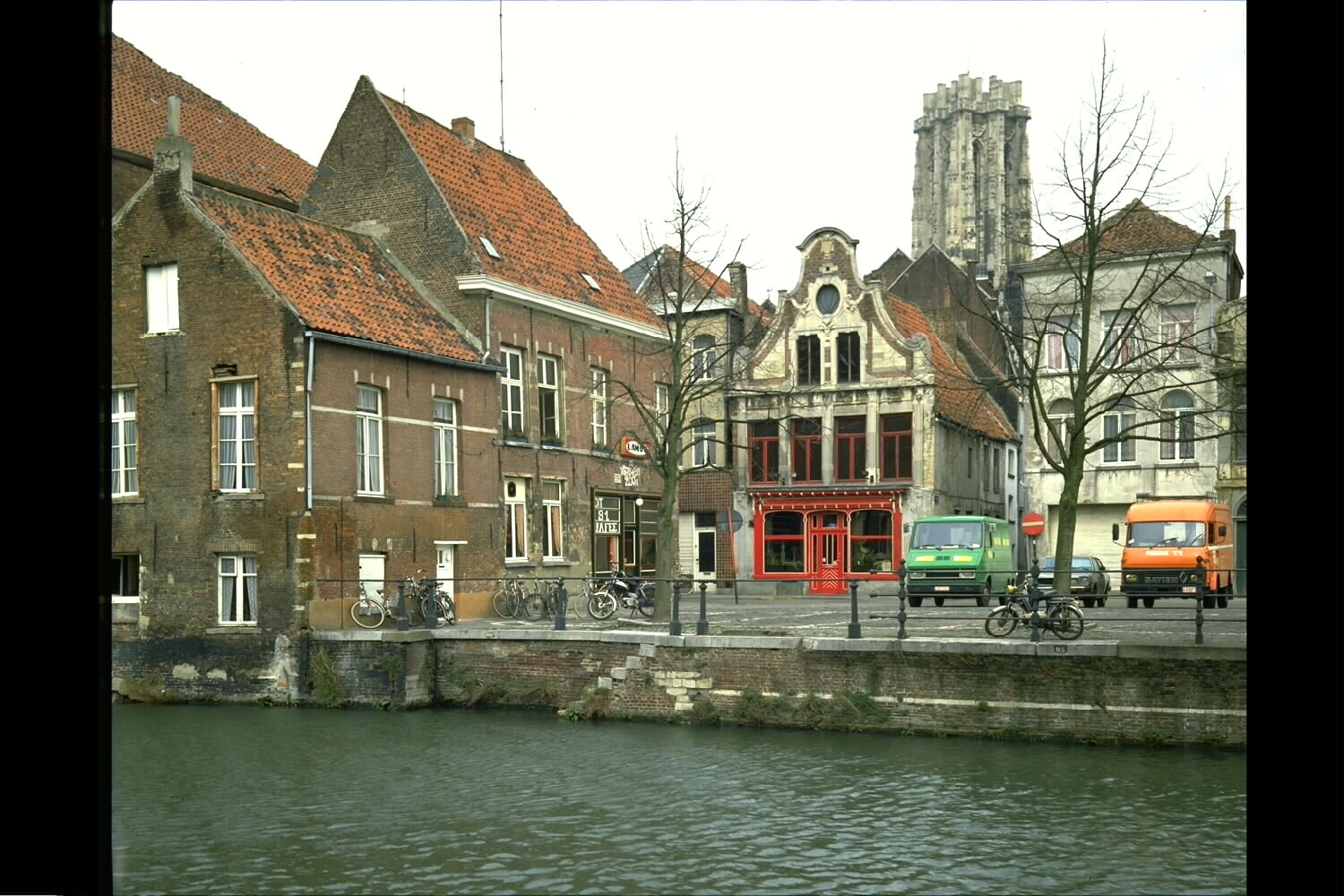
Mechelen, Vismarkt 20

Albert Corneel Jozef van Hoogenbemt (Mechelen, 1 maart 1900 – aldaar, 17 januari 1964) was een Vlaams expressionistisch dichter en schrijver. Hij verwierf bekendheid als romanschrijver en was daarnaast werkzaam als journalist en auteur van essays.

## Levensloop

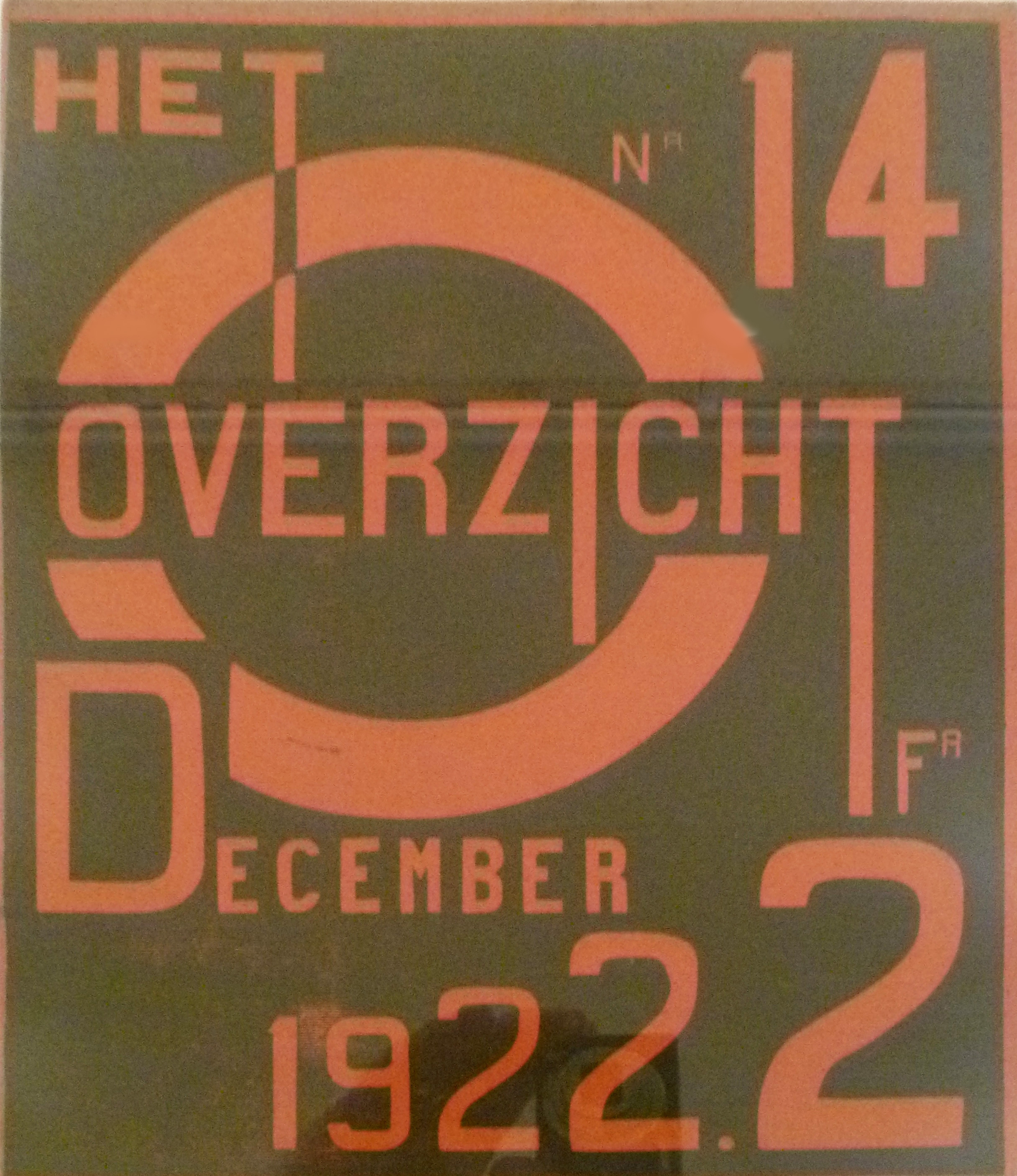
Het Overzicht, Halfmaandeliks tijdschrift kunst-letteren-mensheid, nr. 14, december 1922

Van Hoogenbemt werd geboren als jongste van zeven kinderen aan de Vismarkt 2 (thans 20) te Mechelen. Zijn vader, Engelbert, was vishandelaar maar overleed toen de latere schrijver net 13 was geworden; zijn moeder, Theresia Bogaerts,  was afkomstig uit een landbouwersgezin in Haacht. Hij volgde Grieks-Latijnse humaniora aan het Sint-Romboutscollege in zijn geboortestad, maar verliet deze na het voorlaatste jaar om in Brussel als bediende te gaan werken bij een wisselagent. Hij had toen net een eerste prijs gewonnen met een opstel, dat gepubliceerd werd in het tijdens de Eerste Wereldoorlog verschijnende Vlaamsch Leven. Twee jaar later had de met hem bevriende Wies Moens zijn talent ontdekt en zorgde aan het begin van de jaren 20 voor zijn eerste publicaties in literaire tijdschriften: het allereerste nummer van Opstanding, het blad van de Vlaamse Clarté-afdeling; evenals in Ruimte, Ter Waarheid en in het belangrijkste Belgische avant-garde tijdschrift Het Overzicht. 
Het betrof  humanitair expressionistische gedichten en lyrisch proza. Zijn talent trok eveneens de aandacht van Toussaint van Boelaere, die hem daarom in 1923 bij zich tewerkstelde op de vertaaldienst van het Ministerie van Justitie.
In 1925 trouwde van Hoogenbemt met Paulina Antonis, ze kregen twee kinderen, Antoon en Marc.  Met zijn gezin verhuisde hij in de volgende jaren meermaals naar Brusselse randgemeenten en terug naar Mechelen, maar vanaf 1929 koos hij definitief voor zijn geboortestad en vooral voor het wonen bij de Leuvense Vaart.
Naast zijn baan schreef van Hoogenbemt over architectuur, teken- en schilderkunst, onder andere in De Vlaamse Gids en later in De Periscoop. Vanaf het einde van de jaren twintig publiceerde hij regelmatig bijdragen over beeldende kunst, vooral over jongere kunstenaars, in SportWereld, Vandaag, Vlaamse halfmaandelijkse kroniek en in het gespecialiseerde Kunst, Maandblad voor oude en jonge kunst.
Als journalist was hij vooral actief na de Tweede Wereldoorlog; hij schreef voor Het Parool en de Volksgazet, evenals voor de rubriek "Zoek de mens"van het Nieuw Vlaams Tijdschrift.

## De stille Man
Hij bleef veertien jaar op het ministerie van Justitie en was toen al begonnen met het maken van aantekeningen voor wat zijn bekendste roman zou worden. Op dat ministerie maakte hij kennis met Jan van Nijlen, wat hij de belangrijkste gebeurtenis in zijn leven noemde. Ze werkten vijftien jaar elke dag samen. Volgens van Hoogenbemt was de zestien jaar oudere van Nijlen streng voor zowel zichzelf als voor anderen en hij beschreef later hoe het contact hem zowel vormde als afremde. Van Nijlen liet hem zeer veel lezen, maar ze kibbelden elke dag, vooral over kunst, hadden soms heftige ruzies. 
Door het enthousiasme en de strengheid van de dichter had van Hoogenbemt het gevoel dat het concept voor zijn eigen boek weinig voorstelde en het duurde tot 1935 voor hij er echt aan begon. Hij vergeleek later zijn remming met die van de hoofdpersoon uit "Warm River" van Erskine Caldwell, die afziet van een onenightstand als hij merkt hoeveel de vader van het meisje van diens overleden vrouw hield.
In 1936 verscheen zijn vertaling van Michel de Ghelderodes Sire Halewyn in het eerste nummer van Volk. Ook gaf hij toen zelf een bundel van eerder gepubliceerde essays uit over jonge schilders: Paul Delvaux, Hubert Malfait, Albert Van Dijck, Alice Frey, Sander Wijnants, Zygmunt Dobrzycki, Julien van Vlasselaer, Jules Boulez, Jules De Sutter, Hubert Wolfs.
Een jaar later werd hij ambtenaar bij het Ministerie van Onderwijs, waar hij vanaf 1946 achttien jaar lang de functie zou vervullen van hoofdinspecteur voor openbare bibliotheken en volksopleiding. 
Zijn eerste roman verscheen in december 1938 en werd twee maanden later bekroond met de Driejaarlijkse Prijs van de provincie Antwerpen en de Driejaarlijkse Staatsprijs voor verhalend proza. Onder de andere landelijke kandidaten waren "Elias of het gevecht met de nachtegalen" van Maurice Gilliams, "Schaduwen" van Filip De Pillecyn en "Alles komt terecht" van Maurice Roelants. Het behoort tot de klassiekers van de Vlaamse prozaliteratuur.
Voor zijn eerste roman had hij aanvankelijk als titel "De wilde Man", maar de schrijver koos uiteindelijk voor "De stille Man". In het boek probeert de hoofdpersoon op verschillende manieren een duidelijker beeld te reconstrueren van zijn overleden vader. Hij onderneemt een proustiaanse zoektocht naar het verleden. Dit gebeurt eerst aan de hand van zijn eigen herinneringen, en de genegenheid  die de zoon opnieuw ervaart jegens de wazige figuur van de overleden vader, bij een verblijf in het ouderlijk huis. In het tweede deel wordt dat beeld scherper doordat hij brieven te lezen krijgt die zijn moeder aan haar zus schreef. Ten slotte krijgt hij in het derde deel getuigenissen van anderen over zijn vader te horen, die nog een ander beeld werpen op de man die hij als "stil" zag.
De stille Man is – zoals meerdere werken van de schrijver – een psychologische roman waarin de verteller herinneringen ophaalt aan zijn jeugd. De schrijver, die zijn vader jong verloor, laat door de verteller de vader als het ware opnieuw tot leven wekken. Maurice Roelants noemde het een "belijdenisboek, dat, zooals de romantici zegden, met het eigen bloed is geschreven, de machteloosheid heeft overwonnen, die hij zo scherpzinnig in zijn geliefde en gevreesde hoofdpersonage, neen, die hij in zichzelf heeft gepeild. De belijdenis was hier een bevrijding".
Het boek is in de Nederlandstalige literatuur een iconisch voorbeeld van Vatersuche - maar niet alleen een zoektocht naar de vader, ook een zoektocht met als doel een duidelijker beeld te krijgen van de zoon.

## One hit wonder
Typerend voor dit en andere boeken van van Hoogenbemt is de afwisseling van verschillende vormen (afwisselend brief- en vertelvorm, aaneenschakelen van fragmenten uit heden en verleden) en vertelperspectieven. Zoals de uitgever bij de herwerkte versie van 1960 aangeeft zijn het de toon, zo innemend dat de lezer de indruk krijgt een deel van zijn eigen jeugd te beleven, en de innovatie in de constructie van het verhaal, waardoor het boek een haast wonderlijke frisheid heeft bewaard.
Qua fictie schreef van Hoogenbemt zes romans, verder verhalen en novellen. Maar geen daarvan evenaarde het succes van zijn eerste roman, terwijl hij deze zelf nochtans niet zijn belangrijkste werk vond.
Naar aanleiding van de Duitse inval vluchtte het gezin op 14 mei 1940 samen met het echtpaar Jonckheere naar Rang-du-Fliers in Noord-Frankrijk, maar ze keerden een maand later terug.
Zijn tweede roman, Twee jonge mensen, wordt beschouwd als een Bildungsroman; deze is deels psychologisch, deels moraliserend, en weer enigszins autobiografisch.
Door de oorlog ontdekte hij de solidariteit tussen mensen en hij stelde zich vervolgens op het standpunt dat schrijvers sociaal geëngageerd moesten zijn, zodat hij actiever werd binnen het socialisme. In zijn latere romans kwamen eigentijdse historische elementen aan de orde als oorlog, dictatuur, kolonialisme. In Het commercieel testament, een novelle uit Winst en Verlies (1946), haalt hij meermaals zeer fel uit naar de industriëlen, de kerk, de (katholieke) pers, het gerecht en de politiek. Publicatie van deze grimmige tijdskritiek was eerder door een tijdschrift geweigerd uit vrees voor rechtsvervolging. Ook latere romans bevatten enerzijds veel kritiek op eigentijdse toestanden als de oorlog en de bezetting, en het opgroeien daarna, het kolonialisme; maar tevens zijn de hoofdpersonen meestal ontgoocheld en worstelen ze met de vraag hoeveel zin het voor een kunstenaar heeft zich sociaal te engageren. Zijn romans zijn veel meer lyrisch, introspectief en moralistisch (met name zijn latere romans en verhalen) dan episch. een meermaals terugkerend thema daarin is dat van de adolescent die een relatie begint met een oudere vrouw.
In 1962 begon hij nog een reeks studies over moderne Belgische schilders te publiceren in De Vlaamse Gids.
Van Hoogenbemt was van 1929 tot 1945 secretaris van de Vereniging van Letterkundigen. Hij werd redacteur van het Nieuw Vlaams Tijdschrift vanaf de oprichting ervan tot aan zijn overlijden in 1964. Hij was lid van het Vermeylenfonds en later van de Belgische Socialistische Partij.
De laatste dertig jaar van zijn leven had hij aan de Koolstraat 102 in Mechelen gewoond, waar hij een verzameling aanlegde van oud engels aardewerk, oud glaswerk en moderne schilderijen (van vooral de door hem besproken kunstenaars, maar ook van Rik Slabbinck, Prosper De Troyer). 

## Publicaties (selectie)
- De nieuwe generatie. Essays. Ingeleid door Aug. Vermeylen (1936). Mechelen: eigen beheer.
- Charles Eyck, tekenaar en illustrator (1938). Brussel: Neve
- De stille Man (1938). Antwerpen: De Nederlandsche Boekhandel; de zevende druk, met door de auteur herziene tekst, verscheen als Vlaamse Pocket nr. 24, Hasselt: Heideland (1960)
- Twee jonge menschen (1941). Antwerpen/Amsterdam: De Nederlandsche Boekhandel/Wereldbibliotheek
- Oppassen Marie 'n gevaarlijke tijd. Novellen (1944). Antwerpen: De Nederlandse Boekhandel
- Winst en verlies (twee verhalen) (1946). Antwerpen: Ontwikkeling
- Ernst Wijnants, beeldhouwer. Monographieën over Belgische kunst, III, 7 (1949). Antwerpen: De Sikkel
- Vertrouwen in Ree (1953). Rotterdam/Den Haag: Nijgh en Van Ditmar
- De vlucht in het ijle (1957). Den Haag/Antwerpen: Stols/Diogenes
- De opdracht van Zygmunt Sablinsky (1959). Den Haag: Stols
- Jack Godderis, schilder (1961). Brussel: Elsevier
- Een hond in het kegelspel (1962). Den Haag: Stols/Barth
- Fernand Decock (1963). Hasselt: Heideland
- De weg van de walg en andere verhalen  (postuum, 1966). Hasselt: Heideland, Vlaamse Pockets nr. 195

## Vertalingen vanDe stille Man
- (de) Stück, Erich (1941): Der stille Mann. Düsseldorf: Droste Verlag
- (de) Graef, Heinz (1943): Der Mann aus Schatten und Licht, in: Das zwiefache Leben. Flämische Novellen der Gegenwart. München: Filip De Pillecyn en Eugen Diederichs Verlag
- (es) Bofill, Aniceto (1951): Sencillamente un hombre. Colección Aldebarán, 30. Barcelona: Miguel Arimany